# Altamont (personnage)
Pour les articles homonymes, voir Altamont (homonymie).
Altamont est un des personnages centraux des Aventures du capitaine Hatteras de Jules Verne.

## Le personnage
Capitaine de la marine marchande, c'est un robuste Américain de 40 ans, de constitution sanguine. Homme énergique, intelligent, son caractère résolu prévient en sa faveur. Originaire de New York, il navigue depuis son enfance. Très loquace, il sait défendre les intérêts de son pays tout autant qu'Hatteras. Altamont, d'attitude plus franche au premier abord, caractérisé par un certain laisser-aller, aime à mettre en avant sa loyauté, mais sait se montrer parfois ironique et cassant. Clawbonny se rend vite compte des différences entre les deux capitaines. À l'apparente ouverture d'esprit d'Altamont, il préfère le sombre caractère d'Hatteras.
Le Porpoise, bâtiment commandé par Altamont, a été jeté à la côte. La hardiesse de l'Américain le pousse à gagner à pied avec son équipage le détroit de Smith. Il sera le seul survivant de la tentative. Retrouvé enseveli sous la neige et à moitié gelé par Hatteras et trois de ses compagnons, il reviendra à la vie par les soins du docteur Clawbonny.
Après la destruction du Forward par les mutins, il se décide à conduire les britanniques vers l'épave de son navire. Questionné sur sa mission, il déclare évasiment avoir tenté de franchir le passage du Nord-Ouest, mais Hatteras le soupçonne de vouloir atteindre lui aussi le Pôle Nord. Très vite, l'animosité entre les deux hommes grandit, au désespoir de Clawbonny. Arrivés sur les lieux du naufrage, ils pourront faire ample provision de vivres et de combustible. Grâce aux débris du Porpoise, le groupe peut construire un radeau, mais Hatteras, en son for intérieur, se désole que les planches de l'embarcation proviennent d'un navire américain. Finalement, Altamont sauvera la vie d'Hatteras menacé par un bœuf musqué au cours d'une chasse. Les deux capitaines se réconcilieront. Désormais, l'Américain partage les joies et les souffrances de ses compagnons. Grâce à son courage, il réussira à extirper l'Anglais du cratère où il s'engloutissait et le ramènera à la vie, mais ne pourra empêcher sa folie. Il regagnera l'Angleterre avec ses quatre compagnons.

## Citations
« Hatteras, renversé à terre, essayait de parer les coups de cornes et les coups de pied des deux animaux ; mais il ne pouvait prolonger longtemps une pareille lutte. Il allait inévitablement être mis en pièces, quand deux coups de feu retentirent ; Hatteras sentit les balles lui raser la tête.

« Hardi ! » s'écria Altamont, qui, rejetant loin de lui son fusil déchargé, se précipita sur les animaux irrités.

L'un des bœufs, frappé au cœur, tomba foudroyé ; l'autre, au comble de la fureur, allait éventrer le malheureux capitaine lorsque Altamont, se présentant face à lui, plongea entre ses mâchoires ouvertes sa main armée du couteau à neige ; de l'autre, il lui fendit la tête d'un terrible coup de hache. Cela fut fait avec une rapidité merveilleuse, et un éclair eût illuminé toute cette scène. Le second bœuf se courba sur ses jarrets et tomba mort. »

## Manuscrit
Dans le manuscrit de Jules Verne, l'antagonisme entre Hatteras et Altamont prend une tournure beaucoup plus violente. Dans une scène que Verne a été obligé de supprimer à la demande d'Hetzel, les deux hommes se défient dans un combat à l'arme blanche jusqu'à ce que mort s'ensuive sur un glaçon flottant, alors que leurs trois compagnons dorment sur le radeau. Le chapitre biffé, intitulé Les approches du Pôle Nord, est reproduit intégralement par William Butcher.

## Théâtre
Songeant à porter son roman à la scène, Jules Verne en écrit un synopsis Le Pôle Nord qui restera en l'état. Dans la liste des personnages prévue, Altamont n'y figure pas. Il est remplacé par un Capitaine X, qui de plus a changé de nationalité et est devenu français.